# Capo dell'esecutivo
Quello di capo dell'esecutivo è sia un termine, sia un titolo di carica politica, utilizzato per descrivere i poteri presidenziali o del primo ministro conferiti da una costituzione o da una legge fondamentale, che consente al titolare di tale ufficio di attuare le politiche, supervisionare il ramo esecutivo del governo, preparare il bilancio dell'esecutivo da sottoporre al legislatore e nominare e rimuovere i funzionari dell'esecutivo. A seconda della costituzione specifica, può anche essere in grado di porre il veto alle leggi, sciogliere la legislatura o presentare i propri progetti di legge alla legislatura.

## Titolo di carica politica
Il termine viene utilizzato anche per indicare alcune cariche governative, esprimendo la natura del loro lavoro come analoga a quella di un capo del governo. Mentre nella maggior parte dei casi esiste un altro stile specifico, come presidente, governatore generale, governatore, luogotenente governatore, amministratore, alto commissario, commissario, presidente del Consiglio dei ministri o ministro presidente, esistono alcune cariche formalmente denominate capo dell'esecutivo:
- Nelle due regioni amministrative speciali della Repubblica Popolare Cinese, che in precedenza erano sotto il dominio britannico e portoghese fino al trasferimento della sovranità alla fine del XX secolo, i capi dell'esecutivo sono al vertice politico ed esecutivo delle regioni e dei rispettivi governi:
  - capo dell'esecutivo di Hong Kong, presiede il Consiglio dell'esecutivo di Hong Kong;
  - capo dell'esecutivo di Macao, presiede il Consiglio dell'esecutivo di Macao.
- In Irlanda del Nord, il termine "capo dell'esecutivo" fu utilizzato dall'esponente del breve esecutivo nordirlandese, il governo decentrato in carica per cinque mesi dal 1º gennaio al 28 maggio 1974.
- A Mauritius, dal 12 ottobre 2002 è stata concessa l'autonomia all'isola di Rodrigues, con la conseguente creazione di un proprio capo dell'esecutivo.
- Il Territorio Antartico della Nuova Zelanda, pur non essendo un governo, la Dipendenza di Ross è un'entità della Corona gestita da un Consiglio di amministrazione e il presidente funge da capo dell'esecutivo. Il Consiglio riferisce al Ministro degli affari esteri neozelandese.
- Il capo del governo delle Isole Falkland è noto come capo dell'esecutivo.
- Storicamente anche il capo del governo militare d’occupazione americana delle Isole Ryukyu era noto con l'appellativo di capo dell'esecutivo. Le sue funzioni furono poi in gran parte sostituite da quelle del governatore della prefettura di Okinawa al momento del passaggio di poteri e al ritorno delle isole alla sovranità del Giappone inquadrandole in una prefettura.